# Болгарская гончая
Болгарская лудогорская гончая (болгарская, лудогорская, делиорманская гончая) (болг. българско лудогорско гонче) — порода охотничьих гончих собак, происходящая из исторической области Лудогорие в Болгарии. Гладкошёрстная чёрно-подпалая гончая предназначается для охоты на кабана и широко распространена в стране происхождения. Порода признана кинологическими организациями Болгарии, но Международной кинологической федерацией не признана.

## История породы

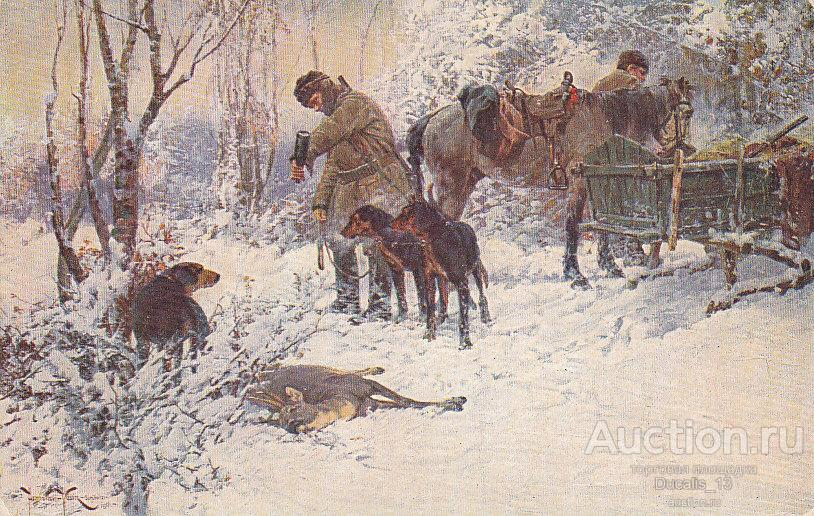
Я. Вешин. «После охоты на косулю» (1911)

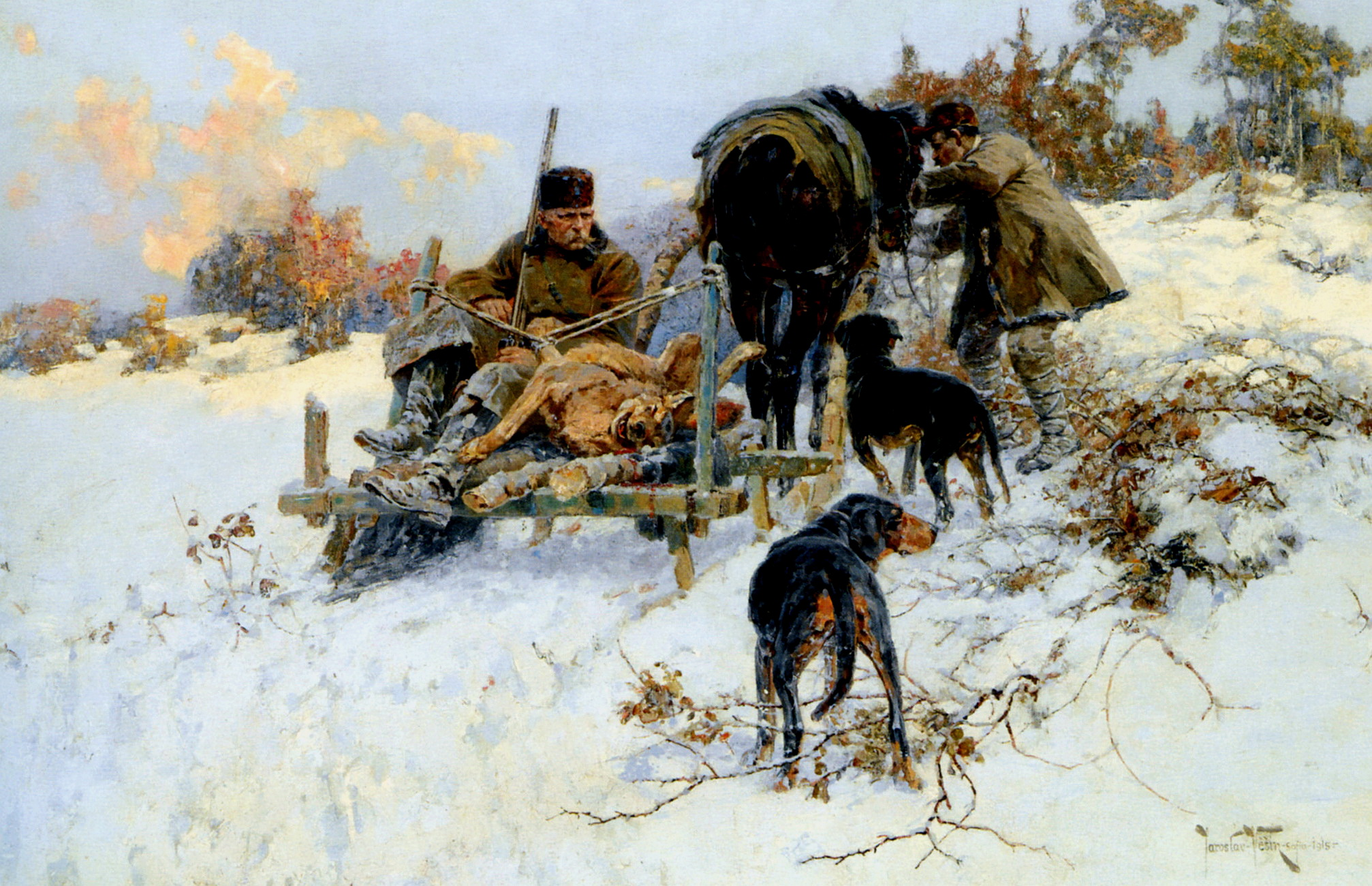
Я. Вешин. «После охоты» (1915)

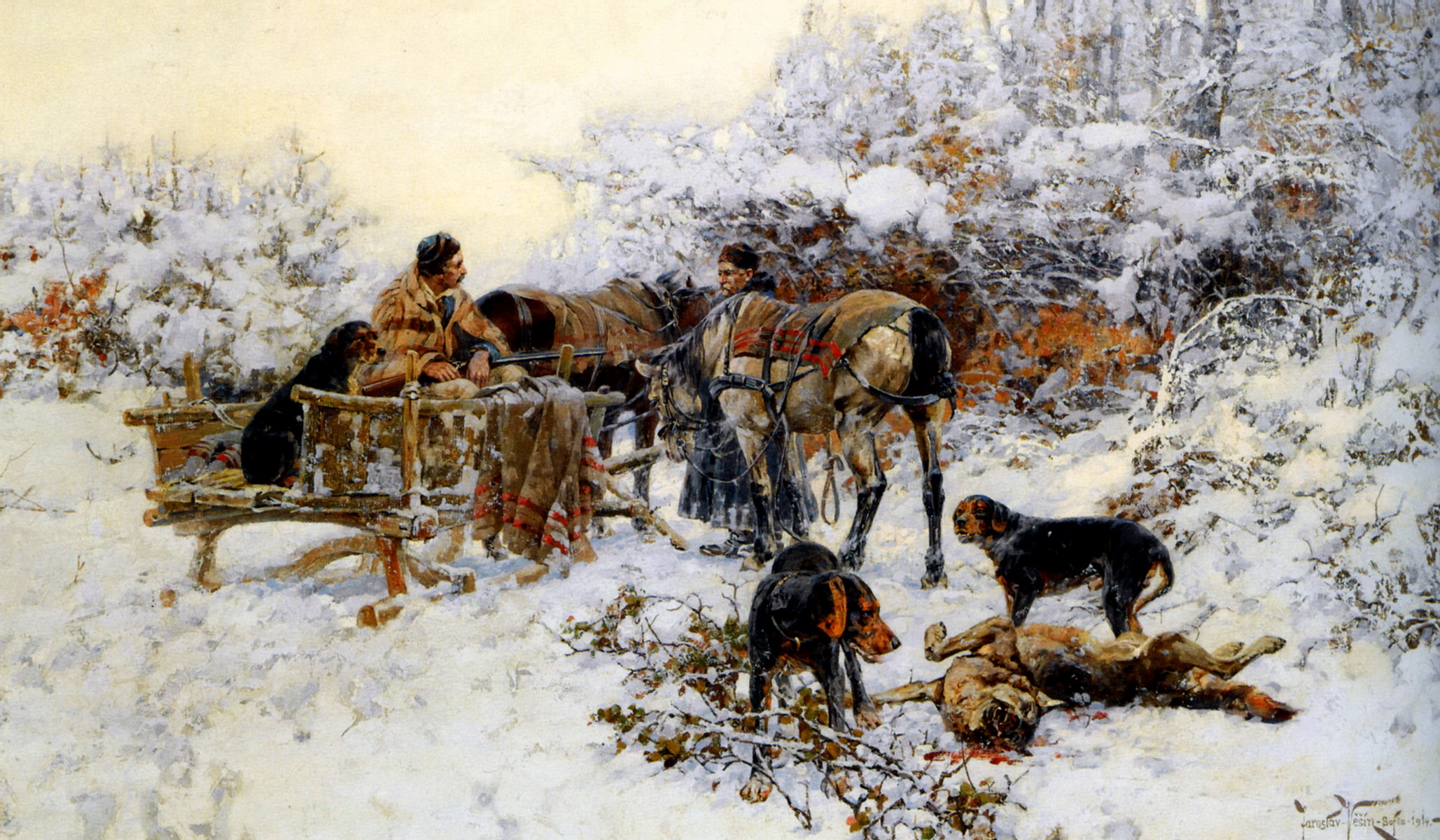
Я. Вешин. «Зимняя охота» (1914)

Болгарская гончая считается очень древней породой, старейшей из болгарских национальных пород: утверждают, что с такими собаками охотились фракийцы, иллирийцы, греки и кельты, населявшие в древности Балканский полуостров. Сведения о такой собаке находят в сочинениях Ксенофонта и Ариона. Происхождение этой гончей достоверно не известно, хотя предполагается, что все гончие собаки на Балканах происходят от азиатских предков. В период османского владычества местные охотничьи собаки скрещивались с азиатскими борзыми, а позднее с низкорослыми гончими. По преданиям, болгарские охотничьи гончие были успешны и добычливы, за что их ценили высокопоставленные любители охоты. Чёрно-подпалые гончие собаки сформировались на территории Северо-восточной Болгарии, в районе городов Разград, Тырговиште и Шумен; прежнее турецкое название этого региона Делиорманский, так же назвали и собаку — делиорманская гончая. Благодаря отличным рабочим качествам, собаки распространились и в соседние регионы, при этом в горных районах сформировался более сухой и лёгкий тип, чем исходный делиорманский — крепкий и массивный. После освобождения от турецкого владычества гончую стали называть по болгарскому названию этого региона, лудогорской. Сцены охоты с болгарскими гончими запечатлены на картинах художника Я. Вешина.
Первый стандарт породы написал Т. Гайтанджиев в 1968 году, что ознаменовало начало нового этапа работы с породой. В конце 70-х годов под эгидой Болгарского союза охотников и рыболовов (болг. Българският Ловно Рибарски Съюз (БЛРС)) создан питомник чистопородных охотничьих собак в Русе. В 1981 году 250 лудогорских гончих были впервые представлены на Всемирной выставке собак в Пловдиве. К 1985 году прошли бонитировку уже 350 собак, и Болгарская кинологическая федерация представила в МКФ заявку на признание породы. Болгария не смогла представить затребованные МКФ документы, и международное признание породы тогда не состоялось, однако в соответствии с требованиями МКФ в 1986 году В. Лозенский написал новую редакцию стандарта породы. В 2010 году учрёжден национальный породный клуб, который ставит целью международное признание болгарской гончей.

## Внешний вид
Болгарская гончая — гармонично сложенная, элегантная, но крепкая собака среднего роста, прямоугольного формата. Индекс растянутости от 112—115 до 122. Средняя высота в холке кобелей 55 см, сук — 52 см. Голова сухая, средней величины (23-24 см), длина морды равна длине черепа, линии головы плавные, череп плоский, затылочный бугор, надбровные дуги и переход от лба к морде не выражены. Губы натянутые, мочка носа чёрная. Глаза косо расположенные, овальные, тёмно-коричневые, с живым выражением. Висячие мягкие уши средней величины поставлены на уровне глаз, прижаты к щекам, концы ушей слегка закруглены.
Спина крепкая и прямая, линия низа прямая, умеренно подтянутая. Хвост поставлен низко, у основания толстый, к концу сужается, покрыт более длинной шерстью; в покое опущен, во время работы держится на уровне спины. Ноги крепкие, лапы круглые, плотно сжатые. Типичный аллюр — рысь и галоп.
Шерсть короткая (около 3 см, на голове и ногах короче), жёсткая, гладкая, блестящая, плотно прилегающая с хорошо развитым подшёрстком. Окрас угольно-чёрный с коричневыми подпалинами. Кожа плотная, хорошо прилегающая, голубовато-серого цвета.

## Использование
В прошлом лудогорские гончие специализировались в охоте на зайца, но к концу XX века стали использоваться главным образом для охоты на кабана. Болгарская гончая может выслеживать и удерживать и другую крупную или мелкую дичь и хищников по любому типу следа: свежему, остывшему и кровяному. Собаки энергичны и неутомимы, ловки, упорны в преследовании и обладают отличным обонянием и слухом. У них сильный и ясный голос, который описывают как «бархатистый баритон». Гончие хорошо работают при любой погоде и в любых природных условиях, в том числе на пересечённой местности и в зарослях, отлично ориентируются и всегда возвращаются к владельцу или к месту начала гона.
Собаки обладают сильным темпераментом, уравновешенной нервной системой. Привязаны к хозяину.